# Faverolles, Aisne
Faverolles là một xã ở tỉnh Aisne, vùng Hauts-de-France thuộc miền bắc nước Pháp.